# 泉州ソーリャ踊り子隊
泉州ソーリャ踊り子隊（せんしゅうソーリャおどりこたい）は、大阪府南西部を中心に活躍しているだんじりを融合したよさこい節を踊るダンスグループである。
地元の女性が、財政難を乗り切ろうと、泉佐野市にて結成し、毎年、りんくうタウンで開かれる『りんくうゑぇじゃないか祭り』に参加し、だんじりやふとん太鼓に混じって踊っている事で知られている。
現在は、泉佐野市だけでは無く岸和田市、貝塚市、泉南市、阪南市、熊取町、田尻町、岬町の、泉南全域で活躍中で、だんじりや布団太鼓に欠かせない存在となっている。